# Cheremnykhite
La cheremnykhite è un minerale appartenente al gruppo della dugganite.